# B.D. Hyman
B. D. Hyman, född Barbara Davis Sherry, 1 maj 1947, är en amerikansk pastor och författare. Hon är mest känd för sin självbiografi, My Mother's Keeper (1985), som handlar om hennes dysfunktionella relation till sin mor, skådespelerskan Bette Davis. 
Hennes föräldrar var Bette Davis och William Grant Sherry. Föräldrarnas äktenskap tog slut när B.D. var liten och modern gifte om sig med Gary Merrill, som adopterade dottern, som fick hans efternamn. Under namnet B.D. Merrill hade hon en liten roll i Vad hände med Baby Jane? (1962) Senare återtog hon efternamnet Sherry för att distansera sig från Merrill. Vid 16 års ålder träffade hon den 29-årige Jeremy Hyman vid Cannesfestivalen och de gifte sig. De har två söner, Ashley och Justin. 
1985 publicerade B.D. Hyman sin första bok, My Mother's Keeper, där hon hävdar att Bette Davis försökt förstöra hennes äktenskap och terroriserade hennes familj. Hon anger att hon skrev boken för att alla andra försök att kommunicera med modern misslyckats. I sin nästa bok, Narrow Is the Way (1987), beskriver hon hur hon, och sedan även maken, blivit pånyttfödd kristen och hur hon och andra personer blivit mirakulöst helade genom trons makt. Efter ett par år i Bahamas flyttade hon till Virginia där hon driver B.D. Hyman Ministries som bland annat undervisar om uppryckandet, djävulska influenser i populärkultur och den helige andes gåvor.